# Strooiendorp (België)
Strooiendorp is een wijk van Leopoldsburg die zich ten noorden van het centrum bevindt. De naam van de wijk verwijst naar de armoedige behuizing die men in de beginjaren van het nabijgelegen Kamp van Beverlo had, omstreeks 1840.
In 1857 werden hier 296 ha aan kavels verkocht, en in 1870 werd een nieuw verkavelingsplan opgesteld, waarbij 496 ha heidegrond werd verkaveld volgens een dambordpatroon en verkocht. Later werd de verkaveling overigens deels gewijzigd en kwamen er dwarsstraten. Tot 1914 heette het gebied echter Kerkhoven, evenals het noordelijker gelegen Lommelse kerkdorp.

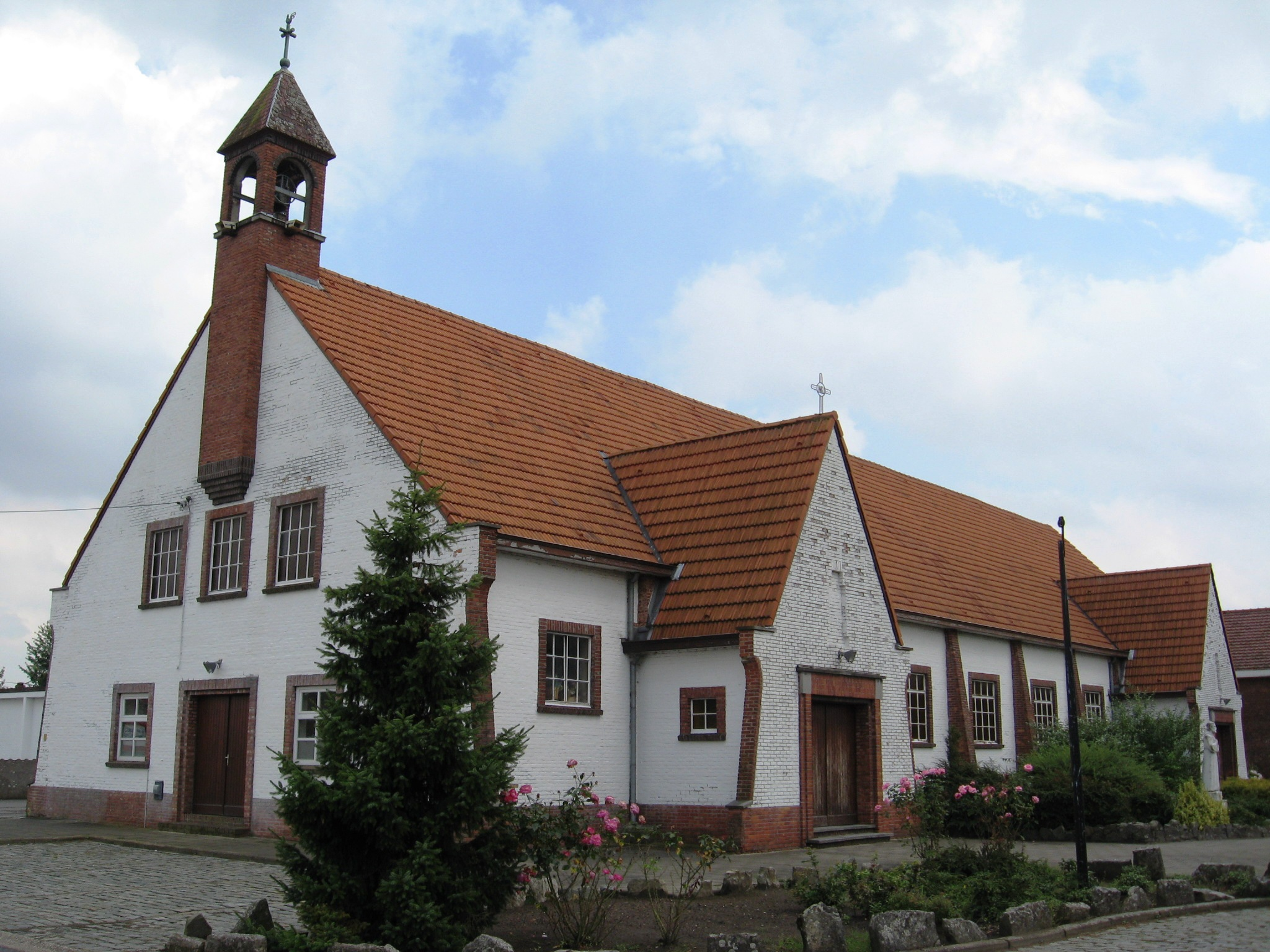
Onze-Lieve-Vrouw Maagd der Armenkerk

De Onze-Lieve-Vrouw Maagd der Armenkerk is de parochiekerk van Strooiendorp. Ze werd gebouwd in 1953, maar pas in 1961 werd Strooiendorp tot parochie verheven.
Nabij Strooiendorp bevindt zich de havenkom van Leopoldsburg die in verbinding staat met het Kanaal naar Beverlo, en tegenwoordig een jachthaven is.